# Rob Lethbridge
Rob Lethbridge (eigentlich Robert Lethbridge; * 2. März 1953) ist ein ehemaliger australischer Zehnkämpfer und Speerwerfer.
Bei den British Commonwealth Games 1974 in Christchurch gewann er im Zehnkampf Bronze mit seiner persönlichen Bestleistung von 7270 Punkten (7236 Punkte in der aktuellen Wertung) und wurde Siebter im Speerwurf.
1975 wurde er Australischer Meister im Zehnkampf.